# جنيفر فراي
جنيفر فراي (بالإنجليزية: Jennifer Fry) هي لاعبة كرة الريشة جنوب أفريقية، ولدت في 24 مارس 1989 في بريتوريا في جنوب أفريقيا.

## وصلات خارجية
- جنيفر فراي على موقع BWF.tournamentsoftware.com (الإنجليزية)
- جنيفر فراي على موقع BWFbadminton.com (الإنجليزية)
- جنيفر فراي على موقع اتحاد ألعاب الكومنولث (مؤرشف) (الإنجليزية)